# Alberta Ferretti
 (mars 2012).
Si vous disposez d'ouvrages ou d'articles de référence ou si vous connaissez des sites web de qualité traitant du thème abordé ici, merci de compléter l'article en donnant les références utiles à sa vérifiabilité et en les liant à la section « Notes et références ».
Pour les articles homonymes, voir Ferretti.
Alberta Ferretti (née en 1950 à Cattolica ) est une créatrice de mode, styliste italienne. Elle crée pour les enseignes Alberta Ferretti et Philosophy di Alberta Ferretti. Sa salle d'exposition est à Milan en Italie, mais son atelier se trouve dans le village de Cattolica, près de Rimini, en Italie

## Biographie
En 1968, Alberta Ferretti ouvre sa première boutique, appelé Jolly, dans sa ville natale de Cattolica. 
En 1973, elle conçoit une première collection de prêt-à-porter.
En 1976  elle est cofondatrice de Aeffe, un fabricant et distributeur de vêtements. 
En 1981 elle commence à montrer des collections saisonnières sur les podiums de Milan. 
En 1989 elle lance Ferretti Jeans philosophy, rebaptisé en 1995 Philosophy di Alberta Ferretti. 
En octobre 1993 Ferretti a présenté des vêtements pour le Milan ready-to-wears shows inspiré du roman Gatsby le Magnifique. Une de ses créations est une robe bleu pâle avec de la garniture vichy et ses interprétations de la toge pour le défilé très diversifiées. Certaines robes sont simples, d'autres courtes ou longues et d'autres drapées. 
Alberta Ferretti achète de nouveaux bâtiments dans le monde dans le but de redonner un souffle à son entreprise en commençant par l'acquisition d'un immeuble au no 30 56th Street West à New York. Aux États-Unis elle collabore avec Aeffe, qui distribué les vêtements grâce aux stylistes Moschino, Rifat Ozbek, Jean Paul Gaultier, Pollini et Narciso Rodriguez. Aeffe est détenue par Ferretti et son frère, Massimo.
En 1998, elle ouvre un magasin pour vendre sa marque Philosophy di Alberta Ferretti et la ligne de vêtements Bergdorf Goodman . Ensuite, elle crée son propre magasin à SoHo. Cette entreprise, située près de Princes Street est exclusivement destiné à sa collection Philosophy. Il s'agit d'une ligne de vêtements signée Ferretti mais avec des prix plus bas, destinée aux jeunes femmes. 
Contrairement à la plupart des concepteurs, elle commence à développer ses boutiques secondaires avant d'ouvrir un magasin phare le 
Ferretti West Broadway à Manhattan dans un édifice d'architecture de style fédéral, construit à la fin du XIXe siècle qui a été rénové avec une façade en verre de trois étages, de sorte que l'intérieur soit rempli de lumière. Ce magasin a été conçu par l'architecte David Ling de Manhattan. En 2000, Ferretti signe avec Procter & Gamble pour la création d'une ligne de parfums. 
Alberta Ferretti est connue pour ses créations avec un travail de torsion et de drapage techniques sur ses robes. Sa production s'adresse aux femmes mondaines et est composée de robes de fête, au-dessus du genou, souvent composés de strass et de chaîne de mailles. La collection Ferretti comprend manteaux, toges et jupes ainsi qu'un certain nombre de robes de nuances rares, avec des couleurs menthe, vert tendre et blanc.
En juillet 2011, sa collection est présentée au défilé de mode de Barcelone, La Brandery.